# Neville G. Pemchekov Warwick
Neville G. Pemchekov Warwick (* 1932 in der Sowjetunion; † 1993 in San Francisco) war ein moderner Interpret des Buddhismus und eine wichtige Gestalt der spirituellen Bewegung in Kalifornien während der 1960er- und 1970er-Jahre. Er machte das Ritual des Feuerlaufs außerhalb der Regionen, in denen es traditionell verbreitet war, populär.

## Leben
Pemchekov Warwick wurde in der Sowjetunion geboren und „wanderte in den 1960er Jahren in Amerika ein“. Nach John Gordon Melton erhielt er bereits in der Sowjetunion eine buddhistische Ausbildung, was dort durch den in Kalmückien vorherrschenden tibetischen Buddhismus möglich war. 1940, bereits im Alter von acht Jahren, begann er eine Schulung nach der japanischen Tradition der Shugendō. Er erreichte in dieser den Grad eines Dai Sendatsu (大先達), eines „Großen Sendatsu“. Ein Sendatsu ist „jemand, der große Fortschritte macht und im Verständnis oder durch Fähigkeiten vorangeht, sei es in Gelehrsamkeit, Kunst oder religiöser Praxis. Seine Vorbildlichkeit macht ihn darum zu Führer und Leiter für andere“.
Bereits in Russland schloss Pemchekov Warwick sowohl ein Medizin- als auch ein Musikstudium ab. Nach seiner Ausreise aus Russland wurde er in Indien und den USA ein Schüler von Lama Anagarika Govinda. Dieser nahm ihn 1968 mit dem Initiationsnamen Vajrabodhi in den Orden Arya Maitreya Mandala auf.

## Aktivitäten
Indem er die Lehren und Praktiken der Shugendō mit den Lehren von Lama Anagarika Govinda verband, gründete Pemchekov Warwick in der zweiten Hälfte der 1960er Jahre eine Organisation, die er Kailas Shugendō nannte. Die Kailas Shugendō waren ein Teil des Ordens Arya Maitreya Mandala. „Anders als viele ‚spirituelle Gruppen’ unternehmen die Leute von Kailas Shugendo keine Anstrengungen Anhänger zu gewinnen. Tatsächlich entmutigen sie Möchtegern-Konvertiten. Sie sind extrem diszipliniert, dennoch besitzen sie einen überfließenden Humor.“ Als Leiter der Kailas Shugendō trug Pemchekov Warwick den japanischen Titel Ajari. Aus diesem Grund und weil er Doktor der Medizin war, wurde und wird er häufig als „Dr. Ajari“ zitiert.
In der Kailas Shugendō-Abteilung des Arya Maitreya Mandala wurden neben den üblichen Praktiken des Ordens Feuerrituale einschließlich des Feuerlauf gepflegt. Im Leben der Kailas Shugendō spielten auch Sozialarbeit und Musik eine bedeutende Rolle. Der Komponist und Avantgarde-Musiker Arthur Russel war ein Schüler von Pemchekov Warwick. Er trat der Kailas Shugendō im Februar 1969 bei.
Pemchekov Warwick wurde von Samuel L. Lewis dem Dichter Allen Ginsberg vorgestellt. Als Musiker hatte Pemchekov Warwick die Kailas Shugendō Mantric Sun Band gegründet. Er und die Band wirkten an Allen Ginsbergs Pacific High Studio Mantras als „Reverend Adjari and Buddhist Chorus“ mit. Pemchekov Warwick war auch mit Jerry Garcia, dem Bandleader der Rockgruppe Grateful Dead befreundet. Bei einem Konzert der Grateful Dead am 24. März 1971 in San Francisco waren Pemchekov Warwick und die Mitglieder der Kailsh Shugendo mit rituellen Einlagen auf der Bühne, und sie zeigten dort unter anderem den Feuerlauf.
Pemchekov Warwick pflegte intensive Freundschaften zu vielen Exponenten des spirituellen Aufbruchs im amerikanischen Westen der 1960er Jahre, darunter mit Shunryu Suzuki, Alan Watts und dem amerikanischen Sufi-Mystiker Samuel L. Lewis.